# Sadio Mané
Sadio Mané, född 10 april 1992 i Sédhiou, är en senegalesisk fotbollsspelare (anfallare) som spelar för saudiska Al Nassr. Han representerar även det senegalesiska landslaget.

## Klubbkarriär

### Metz
Manés första proffsklubb var Metz. Han gjorde sin debut för laget, som då höll till i Ligue 2, den 14 januari 2012. Han blev då inbytt i en 1–0-förlust hemma mot Bastia. Han avslutade säsongen med 19 framträdanden och 1 mål. Målet kom i en 2–5-förlust hemma mot Guingamp. Olyckligtvis blev Metz nedflyttade i slutet av säsongen.

### Red Bull Salzburg
Den 31 augusti 2012 värvade Red Bull Salzburg Mané för en prislapp på runt 4 miljoner euro. Han gjorde sitt första hattrick för klubben den 31 oktober (2 månader efter sin ankomst) i en bortamatch i den Österrikiska cupen mot Kalsdorf. Hans första hattrick i ligan skulle dock inte komma förrän säsongen därefter (2013/14) då Mané gjorde 3 mål borta mot Grödig, precis som den förra säsongen sent i oktober. Innan Mané skulle värvas till Premier League under sommarfönstret 2014 hade han ett facit (över båda säsongerna) på 87 matcher och 45 mål i den österrikiska klubben.

### Southampton
Den 1 september 2014 bestämde sig Southampton för att slussa in Mané på ett fyraårsavtal. Övergången kostade Southampton runt 12 miljoner pund.
Manés debut för "Saints" skulle komma i en lyckad cupmatch mot Arsenal som slutade 2–1 till Manés lag. Han gjorde sitt första Premier League-framträdande under ännu en 2–1-match, denna gång mot Queens Park Rangers. Matchen skulle sluta med en assist för Mané, som assisterade Ryan Bertrand till 1–0. Han gjorde sitt första mål för klubben när Southampton storkrossade Sunderland med 8–0. Men målet som Mané gjorde blev snabbt skrivet till ett självmål av Patrick van Aanholt. Hans första mål kom istället i nästa match en vecka senare mot Stoke City.
Mané gjorde det avgörande målet i slutet av andra halvleken i 1–0-vinster för Southampton, både mot Queens Park Rangers (7 februari 2015) och mot Crystal Palace (3 mars 2015). Den 16 maj 2015 – i Southamptons sista hemmamatch för säsongen – slog Mané Premier League-rekord i snabbaste hattrick, han gjorde det på 2 minuter och 56 sekunder mot Aston Villa. Det tidigare rekordet höll Robbie Fowler med 3 mål på 4 minuter och 33 sekunder mot Arsenal, det rekordet gjordes så långt tillbaka som 1994.
Mané startade nästa säsong i Europa League-kvalet mot Vitesse genom att i första matchen assistera två mål och sedan i returen på bortaplan göra ett själv. Den 2 december 2015 – i kvartsfinalen i ligacupen mot Liverpool – tog det endast 39 sekunder för Mané att göra mål. Men matchen slutade med att Southampton blev totalöverkörda med 6–1. I mars 2016 hade inte Mané gjort mål på 4 månader. Men då vände det genom att han vände från 0–2 mot Liverpool i första halvlek till 3–2 som fulltidsresultat. Han fick dock hjälp med ett kvitteringsmål av Graziano Pellè. Efter den matchen gjorde han mål i 5 matcher på raken. Vid slutskedet av säsongen gjorde han även ett hattrick mot Manchester City som skulle leda Southampton till en 4–2-vinst. Sammanlagt skulle Mané göra 25 mål på 75 matcher i den rödvita tröjan innan han gick vidare i Premier League.

### Liverpool
Den 28 juni 2016 skrev Sadio Mané på ett femårskontrakt för Liverpool. Mané kostade Liverpool 34 miljoner pund, vilket gjorde honom till den då dyraste afrikanska fotbollsspelaren någonsin.

### Bayern München
Inför transferfönstret sommaren 2022 framkom uppgifter om att Mané och Bayern München kommit överens om en övergång till klubben. Mané värderades av Liverpool till drygt 430 miljoner SEK och efter flera avslagna bud från Bayern München valde de att godta den föreslagna summan. Övergången är bekräftad av samtliga parter.

### Al Nassr
Den 1 augusti 2023 värvades Mané av saudiska Al Nassr, där han skrev på ett fyraårskontrakt.

## Meriter

### Red Bull Salzburg
- Österreichische Fußball-Bundesliga: 2013/2014
- ÖFB-Cup: 2013/2014

### Liverpool
- Premier League: 2019/2020
- Uefa Champions League: 2018/2019
- FA-cupen: 2021/2022
- Engelska Ligacupen: 2021/2022
- Uefa Super Cup: 2019
- VM för klubblag: 2019

Bayern München
- Fußball-Bundesliga: 2022/2023
- Tyska supercupen: 2022

### Senegal
- Afrikanska mästerskapen: 2021 runner-up in
- 2019

### Individuellt
- CAF Team of the Year: 2015, 2016, 2018, 2019
- PFA Premier League Team of the Year: 2016–17, 2018–19, 2019–20
- Premier League Player of the Month: Augusti 2017, mars 2019, november 2019
- Liverpool FC Players' Player of the Year: 2016–17
- Liverpool FC Fans Player of the Year: 2016–17
- Premier League Golden Boot: 2018–19
- UEFA Team of the Year: 2018–19
- Onze d'Or: 2018–19
- Årets fotbollsspelare i Afrika: 2019
- African Championships 2021
- best player of the tournament with two man of the match award

## Utanför fotbollen
Sadio Mané är uppväxt i Bambali, en mycket fattig by i Senegal. Mané har gjort stora välgörenhetsinsatser för hembyn, då han finansierat bygget av ett sjukhus, skola, postkontor och bensinstation i Bambali.